# Si no te hubieras ido
«Si no te hubieras ido» es una balada compuesta por el cantautor mexicano Marco Antonio Solís e interpretada primero por la cantante Marisela para su álbum Sin él en 1984, y luego interpretada por el propio cantautor para su álbum Trozos de mi alma en 1999. Ha sido versionado por numerosos artistas como Maná, Charlie Cruz, Tamara, Yuridia, David Bisbal y Juan Luis Guerra, Reik, Chiquis Rivera, entre muchos otros artistas.
La canción fue incluida por primera vez en el álbum Sin él de la cantante Marisela, en el cual Solís participó en la composición y en la producción en 1984. La canción fue lanzada como sencillo y se convirtió en un gran éxito en México. Posteriormente, Marisela la incluyó en su álbum en vivo Tu dama de hierro lanzado el 27 de abril de 1999 como parte de un medley con otras dos canciones compuestas por él: «Vete con ella» y «No puedo olvidarlo». Esta última fue regrabada por el propio Marco Antonio bajo el título de «No puedo olvidarla» y e ingresó en el Top 10 del Billboard Hot Latin Tracks en 2007.
Finalmente Marco Antonio reinterpreta la canción en su álbum Trozos de mi alma (1999), una colección de canciones compuestas por él que anteriormente fueron grabadas por otros artistas. Esta versión fue incluida en la banda sonora de la película Y tu mamá también y de la telenovela de 2001 Salomé, producida por Juan Osorio, alcanzó el número cuatro en la lista Billboard Hot Latin Tracks.

## Versión de Maná
La banda mexicana de rock en español Maná grabó la versión de Marco Antonio Solís para su álbum en vivo titulado Arde el cielo (2008). El sencillo fue lanzado en las radioemisoras el lunes 3 de marzo de 2008, y debutó en el número 7 en el Billboard Hot Latin Tracks en la semana del 12 de abril de 2008, subiendo al número 1, dos semanas más tarde.

### Listas
| Lista (2008)                          | Máxima posición |
| ------------------------------------- | --------------- |
| Argentina Top 100 Singles Chart       | 1               |
| Chile Top 20                          | 1               |
| Colombia Singles Chart                | 1               |
| Ecuador Los 40                        | 7               |
| México Los 40 (4 weeks in a row)      | 1               |
| España Airplay Chart                  | 4               |
| España Singles Chart                  | 32              |
| U.S. Billboard Hot Latin Songs        | 1               |
| U.S. Billboard Latin Pop Airplay      | 1               |
| U.S. Billboard Latin Tropical Airplay | 8               |
| Venezuela Singles Chart               | 8               |
| World Latin Top 30 Singles            | 1               |

### Sucesión en las listas
| Predecesor: Te quiero de Flex | U.S. Billboard Hot Latin Songs — Sencillo N°. 1 26 de abril de 2008 - 9 de mayo de 2008 | Sucesor: Te quiero de Flex |

| Predecesor: Gotas de agua dulce de Juanes             | U.S. Billboard Latin Pop Airplay — Sencillo N°. 1 (Primera vuelta) 19 de abril de 2008 - 27 de junio de 2008 | Sucesor: ¿Dónde están corazón? de Enrique Iglesias |
| Predecesor: ¿Dónde están corazón? de Enrique Iglesias | U.S. Billboard Latin Pop Airplay — Sencillo N°. 1 (Segunda vuelta) 5 de julio de 2008 - 29 de agosto de 2008 | Sucesor: No me doy por vencido de Luis Fonsi       |

## Versión de David Bisbal y Juan Luis Guerra
Esta versión dio inicio al disco homenaje a la trayectoria de Marco Antonio, los escogidos en interpretarla son el español David Bisbal y el dominicano Juan Luis Guerra.

### Video musical
El video musical fue dirigido por Pablo Croce.

## Versión en portugués
El tema fue grabado en idioma portugués por el dúo brasileño Bruno e Marrone con el título de Se Não Tivesse Ido en 2003.

## Otras versiones
En Argentina, los cantantes Daniel Cardozo y Daniel Agostini realizaron una versión en cumbia de esta canción para el disco de duetos Y amigos. En ese mismo país, también lo interpretó, pero en su versión original de Marco Antonio, la leyenda viviente de la cumbia argentina Antonio Ríos, quien lo hace a dúo con Lucía Belén en la temporada 2024 del reality show de canto argentino Cantando.
También, el grupo de merengue-pop colombiano BIP, hizo su versión de este tema para su disco-homenaje a la música latina y a las baladas románticas latinas de los años '80s y '90s, Merengue Plancha.